# 桃瀬えみる
桃瀬 えみる（ももせ えみる、1985年3月22日 - ）は、日本の元AV女優、元グラビアアイドル。

## 略歴
東京都出身。2003年3月にグラビアアイドルとしてデビュー。いわゆるお菓子系アイドルとして人気を博す。
2006年7月に宇宙企画専属女優としてAVデビューし12作品に出演。
2007年にはセルメーカーのエスワン専属となる。11作品に出演した後、専属を離れ以降は多数のメーカーの作品に出演。
2012年10月25日の公式ブログにて11月25日で引退することを発表。11月25日に開催されたファイナルイベントをもって引退した。

## 出演作品

### イメージビデオ
- 恋愛旅行（2004年4月23日、竹書房）
- 桃える片想い（2004年9月10日、英知出版）
- 避暑地からの手紙（2004年12月20日、エッジ）
- 裸体（2005年3月25日、シャッフル）
- reality（2005年6月19日、ARIES）
- Changing Deep（2005年8月17日、ロータス）
- えっ! 見る?（2005年11月25日、スカイ）
- ピーチシェイム（2006年2月25日、トータルワークス）
- 美女秘湯めぐり ［忠治温泉編］（2011年6月29日、オルスタックピクチャーズ）他出演:あいかわ優衣

### アダルトビデオ（撮り下ろし）

#### 2006年
- AV解禁!! 完全版（7月21日、宇宙企画）
- Happy Kiss 完全版（8月18日、宇宙企画）
- バーチャルFUCK 桃瀬えみるとしようよ♥ 完全版（9月22日、宇宙企画）
- ぼくのペット 完全版（10月20日、宇宙企画）
- スーパーアイドル女子校生 完全版（11月17日、宇宙企画）
- 本○解禁!! デジタルモザイク 完全版（12月22日、宇宙企画）

#### 2007年
- ミス本○ デジタルモザイク! えみる21歳 完全版 （1月19日、宇宙企画）
- もしも桃瀬えみるが風俗嬢だったら… 完全版（2月26日、宇宙企画）
- 桃瀬えみるは僕の彼女 完全版（3月18日、宇宙企画）
- ソープの女神さま 完全版（4月20日、宇宙企画）
- 痴女っ娘えみるちゃん 完全版（5月18日、宇宙企画）
- 堕天使X 完全版（6月18日、宇宙企画）
- セル初×ハイパー×ギリギリモザイク ハイパーギリギリモザイク（9月19日、エスワン）
- ギリギリモザイク 学校でセックスしよっ♥ （10月7日、エスワン）
- ギリギリモザイク 無限絶頂! 激イカセFUCK（11月7日、エスワン）
- ギリギリモザイク えみるはアナタのいいなり玩具（12月7日、エスワン）

#### 2008年
- ギリギリモザイク あなたのオナニーのために（1月7日、エスワン）
- ギリギリモザイク バコバコ乱交（2月7日、エスワン）
- ハイパー×ギリギリモザイク 潮吹きハイパーギリギリモザイク（3月7日、エスワン）
- レイプ×ギリギリモザイク 犯された女子高生（4月7日、エスワン）
- ギリギリモザイク 20コスチュームでパコパコ!（5月7日、エスワン）
- ハイパー×ギリモザ ものすごい顔射（6月7日、エスワン）
- ギリモザ 猥褻痴漢（8月7日、エスワン）
- 恥じらい少女のおもらしFUCK（10月1日、アイデアポケット）
- もしも桃瀬えみるが色々な風俗嬢だったら（11月1日、アイデアポケット）
- ザーメン大好き微笑みナース（12月1日、アイデアポケット）

#### 2009年
- おまたせ♪kawaii*デビュ→ えみるはドSでベロチュー大好きコスプレ娘♥（1月25日、kawaii*）
- kawaii*special ギザカワユスDX!（2月25日、kawaii*）共演:横山美雪、原明奈、星空みちる
- ザーメン酔拳（4月1日、MOODYZ）
- 奴隷人形マミ （5月7日、アタッカーズ）
- 私の幸せ終わりですか?（6月7日、アタッカーズ）
- 凌辱ゲーム 仕組まれた奴隷契約（8月7日、アタッカーズ）
- 雌女 anthology #075（11月6日、アウダースジャパン）
- 癒らし。 VOL.66（12月4日、アウダースジャパン）

#### 2010年
- 催眠【赤】DX27 〜スーパーコンプリート編〜（1月22日、アウダースジャパン）※3枚組
催眠【赤】DX27 〜ドキュメント編〜 （1月22日、アウダースジャパン）
催眠【赤】DX27 〜スーパーmc編〜（1月22日、アウダースジャパン）
- 強制小便口浣腸 イラマ少女 （3月19日、ドグマ）
- Mドラッグ （5月19日、ドグマ）
- 解禁アナル・FUCK（10月19日、ドグマ）
- TOHJIROワールド M女メッシープレイ&メッシーFUCK（11月19日、ドグマ）※出演時間46分
- TOHJIRO的 密室調教 元正統派アイドルペット（11月19日、ドグマ）
- オナニー・パラノイア（12月19日、ドグマ）

#### 2011年
- 縄犯・美少女（2月19日、ドグマ）
- 拘束椅子 L bian（4月19日、ドグマ）　共演:管野しずか
- 感じるワキ毛（7月19日、ROOKIE）
- 人妻デンキくらげ 甘え上手な人妻 えみ（9月7日、桃太郎映像出版）
- 3D 浣腸・中出し（9月19日、ドグマ）
- エグエグ・モンスター フィスト・Wフィスト・アナル・浣腸・イラマチオ・ザーメン（2011年10月19日、ドグマ）主演:美咲結衣

#### 2012年
- AV女優になってみて（1月19日、ドグマ）

### アダルトビデオ（総集編）
※は未公開映像を収録
2007年
- 桃瀬えみる ウルトラベスト 完全版（4月27日、宇宙企画）※
- 本○解禁!! 桃瀬えみる ウルトラベスト 2 完全版（7月27日、宇宙企画）※
- 桃瀬えみるが選ぶ 気持ち良かったSEXベスト10 完全版（8月24日、宇宙企画）※

2008年
- S1 SPECIAL BOX 未公開映像8時間（6月19日、エスワン）※

2009年
- S1 PLATINUM COLLECTION 未公開映像8時間（1月19日、エスワン）※

2010年
- Best of 桃瀬えみる（5月21日、アウダースジャパン）

2011年
- 女優ベスト 桃瀬えみる（2011年4月19日、ドグマ）

2012年
- 女優ベスト 桃瀬えみる Vol.2（8月19日、ドグマ）

2016年
- Best of 桃瀬えみる part2（2月5日、アウダースジャパン）

### DMMビデオ動画
- ギリモザDMM 桃瀬えみる×平子エミリ×渋谷梨果（2008年7月7日）
- ギリモザDMM vol.2 桃瀬えみる×平子エミリ×渋谷梨果（2008年9月1日）

### Vシネマ
- サドルの女（2004年8月27日、ジーダス）共演:福山理子
- 新任バスガイド あいのり欲望ツアー（2004年11月22日、TMC）共演:若瀬千夏、矢藤あき、鈴木さち
- 18禁 アブナイ関係THE近親相姦（2004年12月4日、SODクリエイト）
- ワイルドアイズ（2005年7月20日、ロータス）
- 18禁 メイド物語（2005年10月20日、SODクリエイト）共演:琴乃、北川絵美、風間恭子
- Smile（2005年12月23日、AMGエンタテインメント）
- 18禁 痴漢陵辱女学園（2006年1月4日、SODクリエイト）共演:日高ゆりあ、宮地なな
- おいら女蛮（2006年3月8日、キングレコード）共演:亜紗美
- 真田くノ一忍法伝 かすみ 愛と裏切りの絆（2006年3月23日、TMC）共演:西野翔、春咲いつか
- 隣の未亡人 幼妻エプロン日和（2007年8月25日、TMC）共演:華沢レモン
- メイドのひ・み・つ（2007年8月25日、GPミュージアムソフト）共演:平沢里菜子、正田美里
- 恋のラッキーストライク（2007年9月5日、ネクスタシー）
- 人妻のEメール 濡れヌレ熟女の昼下がり（2009年10月1日、KUKI）他出演:川奈まり子、片桐カナ、星野あかり

## テレビ出演
- おねがい!マスカット（テレビ東京、2008年4月8日 - 5月12日）
- 桃のふくらみ #47（MONDO TV）

## 書籍 / 電子書籍

### 写真集
- KARAMI special 2 桃瀬えみる(SANWA MOOK)（2003年11月、三和出版、撮影：小林旭日）ISBN 978-4776900030
- diva VOL.8 (マイウェイムック)（2004年2月、マイウェイ出版、撮影：小林旭日）ISBN 978-4861350368
- 桃える片思い（2004年8月、英知出版、撮影：小林旭日）ISBN 978-4754215910
- EMIRURIA（2005年3月25日、彩文館出版、撮影：井上一真）ISBN 978-4775600696

### デジタル写真集
- ミラクルえみる（2005年4月28日、イースト・プレス、撮影:小林旭日）
- 桃瀬えみる デジタル写真集 Vol.1（2005年6月9日、グラフィス、撮影:横山こうじ）
- 桃瀬えみる デジタル写真集 Vol.2（2005年6月23日、グラフィス、撮影:横山こうじ）
- 桃瀬えみる デジタル写真集 Vol.3（2005年7月7日、グラフィス、撮影:横山こうじ）
- 幼女のアクメ（2005年7月7日、イースト・プレス、撮影:堀内秀昭）
- 桃瀬えみる デジタル写真集 Vol.4（2005年7月28日、グラフィス、撮影:横山こうじ）
- 3年萌え組（2005年8月11日、イースト・プレス、撮影:堀内秀昭）
- 桃瀬えみる デジタル写真集 Vol.5（2005年8月18日、グラフィス、撮影:横山こうじ）
- 姉妹愛 第一章 えみるともも（2005年10月6日、イースト・プレス、撮影:堀内秀昭）共演:愛内もも
- 姉妹愛 第二章 えみるともも（2005年10月27日、イースト・プレス、撮影:堀内秀昭）共演:愛内もも
- 見せてア・ゲ・ル（2006年1月5日、pad inc.,、撮影:郡司大地）
- イケナイお泊まり♥（2006年6月8日、イースト・プレス、撮影:堀内秀昭）
- PARADISE（2007年9月20日、フラウス）
- 解禁!! 桃瀬えみる オトナの写真集（2007年12月6日、オープンモール）
- ここにKISSして（2008年7月31日、pad inc.,、撮影:細井智燿）
- ここにHして!（2008年8月14日、pad inc.,、撮影:細井智燿）